# Келлер, Эрхард
Эрхард Келлер (нем. Erhard Keller; род. 24 декабря 1944, Гюнцбург, Бавария) — немецкий конькобежец, двукратный чемпион зимних Олимпийских играх 1968 и 1972 годов, чемпион мира, 10-кратный рекордсмен мира, 4-кратный чемпион Германии и 2-кратный призёр, 39-кратный рекордсмен Германии.

## Биография
Эрхард Келлер сделал свои первые круги на замёрзшем пастбище в своём родном городе Гюнцбурге, когда ему было три года. В 5 лет его мать Эльза Келлер, которая была управляющим директором местного молочного завода, выменяла коньки десятью кусочками сливочного масла. К сожалению Эрхарда сначала не привлекало катание на коньках. В начале 1950-х его отец Рудольф был переведен в Государственное управление уголовной полиции в Мюнхене и вся семья также переехала.
Эрхарду дали годовой абонемент, и после начальной школы он всегда катался на хоккейных коньках на стадионе Принцрегентен. В 1960 году семья переехала в западный район Мюнхена, где открылся новый ледяной овал, и на церемонии открытия он увидел бегунов, что дало толчок его карьере спортсмена. Получив от бабушки 20 немецких марок, он приобрёл подержанные коньки на два размера больше, и уже через четыре месяца, в январе 1961 года, выиграл свой первый забег на 500 метров.
После чемпионатов Баварии среди юниоров внимание к таланту привлёк мэр Инцелля и меценат по конькобежному спорту Людвиг Швабль. Эрхард жил в построенном здании клуба на все ещё строящемся катке с искусственным льдом и зарабатывал на стройке плетением проволоки дополнительные деньги. В 1964 году он впервые участвовал на чемпионате Германии в многоборье, а через год, после открытия 400-метрового овала в Инцелле Эрхард побил рекорды и завоевал свою первую золотую медаль на дистанции 500 метров, а в многоборье занял 5-е место. 
В 1966 году на дебютном чемпионате мира в классическом многоборье он взял бронзу в забеге на 500 метров, и в сумме многоборья занял 22-е место. Через год стал 24-м на чемпионате мира в Осло. В декабре 1967 года под руководством норвежского тренера Тормода Мума повторил мировой рекорд советского конькобежца Евгения Гришина на дистанции 500 метров — 39,5 секунды, а 28 января 1968 года в Инцелле он улучшил рекорд, который был непревзойденным в течение пяти лет, — 39,2 секунды.  
В том же январе на зимней Универсиаде в Инсбруке он одержал победу в забеге на 500 метров и стал первым чемпионом зимних Универсиад среди конькобежцев. В феврале на зимних Олимпийских играх в Гренобле Келлер завоевал золотую медаль на дистанции 500 метров с результатом 40,3 секунды. Он стал первым немецким конькобежцем, ставшим олимпийским чемпионом среди мужчин. Наградой была двухкомнатная квартира в Инцелле на следующие четыре года. 
Вскоре катаясь на лыжах в Санкт-Морице, Эрхард Келлер сломал ногу. Потребовалось шесть месяцев, чтобы кости наконец срослись. Но, к сожалению, после этого нога была искривлена. Два года прошли с более или менее успехом. В 1969 году на чемпионате Европы в Инцелле он стал 32-м, а на чемпионате мира в Девентере занял 30-е место. В январе 1970 года поднялся на 18-е место чемпионата Европы, впервые выиграл чемпионат Германии в спринте и на первом чемпионате мира в спринтерском многоборье занял 6-е место.
В апреле 1970 года Келлер вновь выиграл 500 метров на зимней Универсиаде в Рованиеми. В 1971 году во второй раз стал чемпионом Германии в спринтерском многоборье, а следом выиграл чемпионат мира в спринтерском многоборье в Инцелле при новом тренере сборной Герберте Хефле. 2 января 1972 года Эрхард установил мировой рекорд в беге на 500 метров с результатом 38,3 секунды, а через неделю выиграл очередной чемпионат Германии в спринте.
В феврале 1972 года на зимних Олимпийских играх в Саппоро Келлер завоевал вторую золотую медаль на дистанции 500 метров с олимпийским рекордом 39,44 секунды. В том же году установил также мировые рекорды на дистанции 500 метров (38,0), 1000 метров (1.18,5) и в спринтерском многоборье. В марте завершил любительскую карьеру и перешёл в профессиональную лигу ISSL. Он выиграл все десять забегов на 500 метров, заработав по 25 000 немецких марок за каждый и выигрывал кубок мира среди профессионалов.
Келлер, как и многие перешедшие, был немедленно отстранен от участия во всех соревнованиях под флагом ISU или Национальной ассоциации.
В 1974 году профессиональная лига прекратила существование и он больше не участвовал в международных соревнованиях. В 1977 году он ещё раз выиграл спринтерский чемпионат Германии, а в 1983 году стал чемпионом Германии среди мастеров. 

## Образование
С 1959 по 1965 годы Келлер учился в гимназии имени Макса Планка в Мюнхене, затем в Карлсгимназии в Бад-Райхенхалле. В 1966 он окончил гимназию с абитуром. Затем он изучал медицину в университете Людвига-Максимилиана в Мюнхене и защитил докторскую диссертацию по теме из области спортивной медицины. По окончании университета Келлер стал зубным врачом.

## Трудовая деятельность
Эрхард Келлер с 1974 года 114 раз вёл субботнее вечернее шоу „Игра без границ“ для ARD и комментировал Зимние игры 1976, 1984, 1988, 1992 и 1994 годов в качестве эксперта для немецких телевизионных каналов ARD и ZDF. С 1975 года он начал работать в Мюнхене зубным врачом. В настоящее время доктор Эрхард Келлер передал свою стоматологическую практику бывшим сотрудникам и наслаждается жизнью частного лица. Он автор 3-х книг: „74 шага к цели. Инцелль дал мне шанс“ (1968), „Зимние Олимпийские игры в Инсбруке 1976“ (1976), „Как избежать спортивных травм. Занимайтесь спортом и при этом оставайтесь здоровыми“ (1986).

## Награды
- 2011 год - введён в Спортивный зал Славы Германии фондом "Deutsche Sporthilfe".

## Мировые рекорды
Эрхард Келлер установил 10 мировых рекордов:
- 1000 метров — 1.22,40 (22 января 1966 года, Инцелль) (неофициальный)
- 500 метров — 39,20 (28 января 1968 года, Инцелль)
- Спринтерское многоборье — 161,450 (3 января 1970 года, Инцелль) (неофициальный)
- 500 метров — 38,42 (14 марта 1971 года, Инцелль)
- Спринтерское многоборье — 156,160 (1 января 1972 года, Инцелль) (неофициальный)
- 500 метров — 38,30 (2 января 1972 года, Инцелль)
- 500 метров — 38,00 (15 января 1972 года, Давос) (неофициальный)
- 1000 метров — 1.18,50 (4 марта 1972 года, Инцелль)
- 500 метров — 38,00 (4 марта 1972 года, Инцелль)
- Спринтерское многоборье — 155,800 (5 марта 1972 года, Инцелль)